# اندیس هفت تومان (سنگ تزئینی)
هفت تومان (سنگ تزئینی) یک اندیس مصالح ساختمانی است که در حوالی شهر فرخی استان اصفهان قرار دارد و مادهٔ معدنی موجود در آن، سنگ تزئینی است.  